# Consolidamento debiti
Il consolidamento debiti è un prodotto finanziario (un prestito) che permette di "consolidare" (da cui il nome) i debiti assunti attraverso finanziamenti o mutui.

## Caratteristiche
Solitamente per ottenere tale prestito si fa ricorso ad un ente finanziario che, accettata la richiesta, procede all'estinzione dei debiti in corso da parte del contraente. L'importo richiesto viene così ricontrattato con tempistiche e rate più leggere: l'obiettivo è di permettere il rientro in condizioni maggiormente agevoli, evitando il possibile default del cliente che abbia assunto troppe obbligazioni.
Oltre che per l'estinzione di debiti in essere, la formula del consolidamento debiti è utilizzata anche per ottenere nuova liquidità.
È però necessario che i debiti già in corso prevedano la clausola per l'estinzione anticipata, senza la quale il passivo non può essere chiuso. In talune circostanze è anche possibile che all'estinzione anticipata sia applicata una commissione di estinzione, in particolare se il capitale residuo del contratto di credito è superiore ai 10.000 Euro.
Altre opzioni per i consumatori includono:
- regolamento del debito, in cui il debito di un individuo viene negoziato a un tasso di interesse o capitale inferiore con i creditori per ridurre l'onere complessivo;
- cancellazione del debito, in cui parte o tutto un debito viene cancellato;
- consolidamento debiti, in cui l'individuo è in grado di assolvere i debiti correnti stipulando un nuovo prestito.

A volte la soluzione include alcune di queste tattiche.